# اپارنگ
اپارنگ، روستایی در دهستان مسکوتان بخش مرکزی شهرستان فنوج در استان سیستان و بلوچستان ایران می باشد.

## جمعیت
جمعیت این روستا بر اساس سرشماری عمومی نفوس و مسکن در سال ۱۳۹۵ ۲۷۱ نفر بوده است.